# Mónica (personaje)

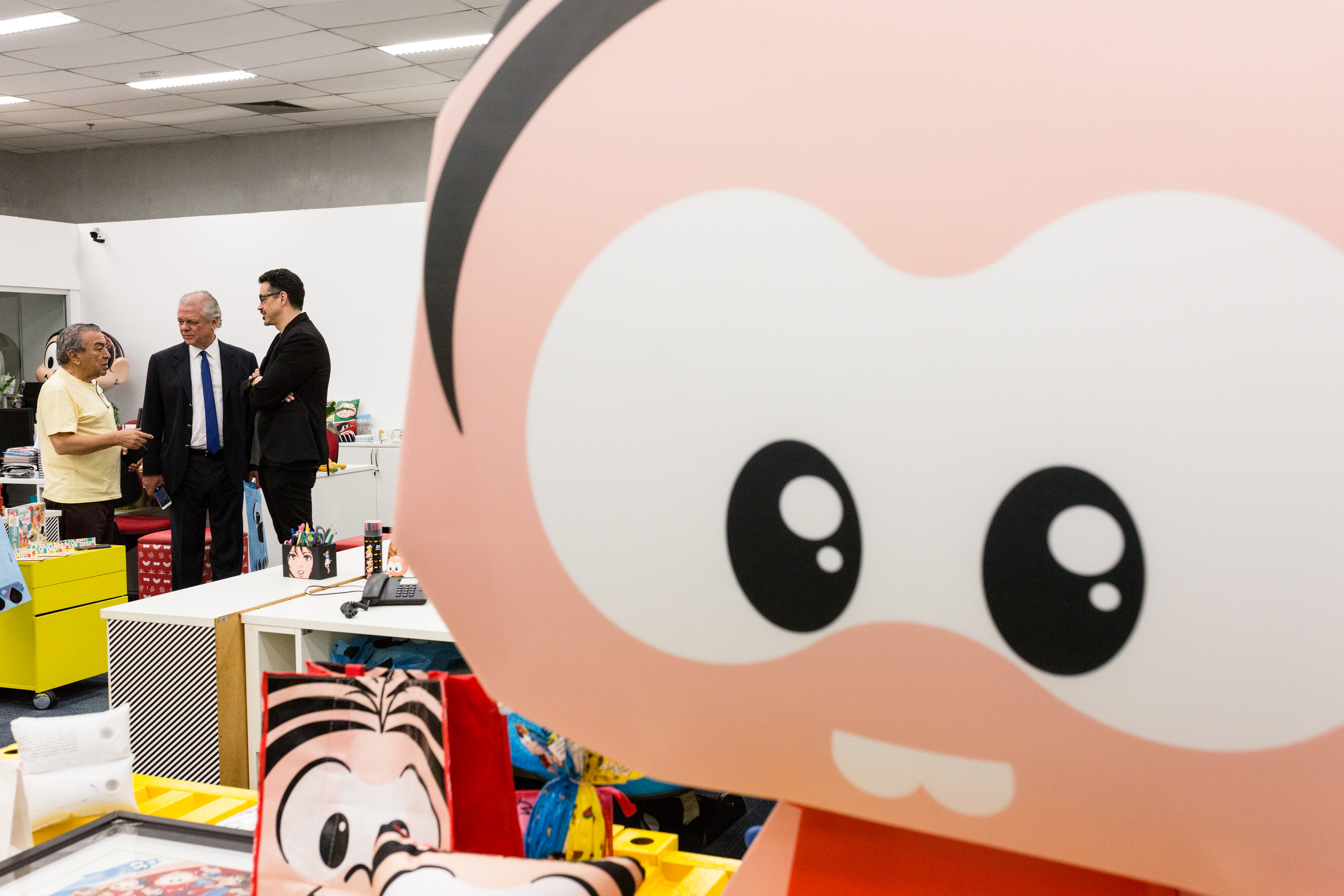
Hinchable de Mónica en una feria

Mónica (Portugués brasileño: Mônica) es una personaje ficticia de historias en viñetas brasileña, creada por Mauricio de Sousa en 1963 en las quitas de periódicos de Cebollita. Originalmente como coadyuvante, Mónica inmediatamente se hizo el principal personaje de Mauricio junto con Cebollita y pasó a estrenar su propia revista en 1970 publicada primero por la Editora Abril y actualmente por la Editorial Panini. Los personajes de Mauricio de Sousa pasaron a ser llamados de Mónica y su pandilla, teniendo como protagonista en la mayoría de las obras de los Estudios Mauricio de Sousa.

## Concepción y creación
Mónica apareció por primera vez en una tira de Cebollita publicada en el periódico Folha de S. Paulo en 3 de marzo de 1963. Antes de la publicación de su primera tira, la primera aparición del personaje fue publicado en la primera página del mismo periódico en 11 de febrero de aquel año. Un conejo de peluche también apareció en aquella fecha antes de ser llamado Sansón.
Mauricio de Sousa se basó en su hija del mismo nombre para crear el personaje, hecho que se repitió con otros personajes surgidos posteriormente. Su papel original era como ayudante de Cebollita, el protagonista original entre los primeros personajes de Mauricio. Sin embargo, su público, como él mismo relata, le "pasó la corona" a Mónica. Mauricio atribuye parte del éxito de Mónica a que fue la primera niña protagonista que creó, cuando en su mayoría siempre habían sido niños. Mónica ganó tanto espacio que acabó teniendo su propia revista en 1970, la primera publicación infantil coloreada en tierras brasileñas.
Mientras su hija jugueteaba con las hermanas, Mauricio aprovechaba para estudiar el comportamiento de ella. Cuando su hermana mayor, Mariangela, que por su parte inspiró Maria Cebollita, cortó sus cabellos, dejó diversos caminos-de-ratón en su cabeza, usados por el padre para concebir el cabello en gajos que tiene el personaje, que recuerdan al plátano. La niña era gorducha, dientona y de baja estatura, características que también fueron transferidas a su creación de forma caricaturizada y exagerada, así como su personalidad fuerte y peleadora. Mauricio incluso observó que la hija a menudo usaba vestidos rojos y tenía mucho aprecio por un conejo de peluche. Él hizo que su personaje también presentara tales trazos.
Con el pasar de los años, los trazos de Mauricio evolucionaron, pero Mónica mantuvo los dientes incisivos protuberantes y siempre usa vestidos de memoria roja. En las historias, los personajes constantemente a ofenden con insultos relacionados con su baja estatura y a su exceso de peso, a pesar de no presentar diferencias visibles con los otros personajes en el estilo actual de dibujo de las publicaciones.
En su versión adolescente en la publicación Mónica y sus amigos Joven, el personaje aparece con peso y estatura normal, y sus dientes, a pesar de aún protuberantes, son menos caricatos del que en su versión infantil. Ella también posee un indumentaria más extensa y que no se limita sólo al vestido rojo.

## Personaje y caracterización
Mónica es una niña de siete años que reside en el ficticio Barrio del Limonero, un escenario recurrente para la mayoría de las narrativas en las que es protagonista. Convive con su madre, Luísa Fernández, una ama de casa, y su padre, Sousa, quien trabaja en una empresa de negocios y presenta semejanzas físicas con el auténtico Mauricio de Sousa. En sus inicios, Mónica era hermana del personaje Luís Lupa, pero en la continuidad actual se ha suprimido dicho parentesco. Además, tiene un cachorro llamado Monicán, al que le atribuye diversas características tanto físicas como comportamentales propias. Monicán fue un regalo de sus amigos Cebollita y Cascarón, en un intento fallido de burlarse de la niña.
Poseedora de una personalidad enérgica, Mónica carece de paciencia ante los apodos que le atribuyen otros niños debido a su apariencia física, y suele responder a tales acciones con una fuerza descomunal, superando con creces la fuerza de una niña de su edad o incluso la de un ser humano promedio. Es capaz de levantar desde una piedra hasta una casa sumamente pesada. Mónica aplica estas "correcciones" a sus compañeros ya sea directamente con sus manos o a través de Sansón, un conejo de peluche azul que es muy apreciado por ella. Con frecuencia, Sansón es robado por los niños del barrio, quienes le hacen nudos en las orejas para molestar a "la dueña de la calle", título que ostenta y que es desafiado por Cebollita.
A pesar de las constantes provocaciones a las que se enfrenta, Mónica mantiene vínculos de amistad con la mayoría de los niños del barrio, especialmente con Magáli, una de las pocas que no se ve afectada por el temperamento de Mónica. Aunque generalmente es impetuosa, en ocasiones muestra un comportamiento más dócil y femenino, y suele enamorarse de los niños más atractivos del barrio. En su adolescencia, retratada en "Mónica y su Pandilla Joven", se muestra más controlada y romántica, aunque en ocasiones aún permite que su faceta violenta salga a relucir. Además, alberga un amor correspondido por Cebolla, con quien solía pelear durante su infancia.

## Mónica y su Pandilla Joven
En esta serie, Mónica experimenta la transición a la adolescencia y ahora cuenta con doce años de edad. A diferencia del pasado, Mónica ya no es objeto de molestias por su altura o peso, aunque aún conserva sus prominentes dientes. En la actualidad, Mónica viste una variedad de ropas en contraste con su anterior tendencia a usar siempre las mismas prendas, pero a pesar de ello, continúa poseyendo su extraordinaria fuerza y su entrañable conejito Sansón. Su relación con Cebollita (ahora conocido como Cebolla) se caracteriza más por los enamoramientos que por los enfrentamientos.
En una edición, se revela que Mónica desciende de una heroína portuguesa que comparte su nombre y apariencia con su madre, y que fue una antigua encarnación de esta heroína que formaba parte de la guardia personal de un emperador japonés de la época. La hija de la heroína también se llamaba Mónica y poseía una fuerza sobrehumana, lo que sugiere que esta característica es hereditaria.
Mónica continúa siendo una excelente amiga, como siempre lo ha sido. Magáli sigue siendo su mejor amiga incondicional. Mónica ha experimentado enamoramientos por Cebolla en la edición 34, pero su relación llegó a su fin al finalizar dicha edición. En la edición 50 (que se desarrolla en el futuro), Mónica y Cebolla contraen matrimonio. Actualmente, ella está enamorada de Contreras, aunque Cebolla todavía lucha por su amor.

## Personajes relacionados

### Padres de la Mónica

#### Dueña Luisa
Es la madre de la Mónica, Ama de casa. Es cuidadosa con los deberes domésticos, dejando la casa siempre impecable. Está siempre discordando de su hija, cuando el asunto es de que Mónica está gorda, baja y dientona. Su nombre completo es Luisa Moreira de Sousa.
Dueña Luísa cuando niña era idéntico a la Mónica, como mostrado en la historia "A Quién Yo Estiré?" Sin embargo, ella quedó bien diferente de la hija cuando creció (y tal vez la Mónica quede más parecida con la madre cuando crecer; en Mónica y su pandilla Joven, la Mónica quedó un poco más parecida con la madre después que creció un poco).

#### Señor Sousa
Es el padre de la Mónica, y se parece mucho con Mauricio de Sousa. Es trabajador, atencioso, comprensivo y cariñoso con su familia. Trabaja en una compañía de negocios. Su nombre completo es Luis Rodolfo Castro de Sousa.

### Monicán
Monicán es el cachorrito de estimación de la Mónica. De color marrón, divide diversas características físicas y comportamentales con su dueña. Monicán fue un presente de sus amigos Cebollita y Cascarón, en una tentativa fallida de mofar para la niña.

### Sansón
Conejito azul e inseparable de la Mónica, ella anda con él para cima y para bajo. La mayoría de las historias, Mónica lo usa como "arma" para dar "conejadas" a los niños de la calle que la molestan, principalmente Cebollita y Cascarón. El nombre fue dado en un concurso en 1983. Más tarde el conejo gana una novia, una conejita rosa de nombre Dalila. En el comienzo era amarillo hasta ser revelado en una historia que él se llamaba Hércules.

## En los juegos electrónicos
Mónica también es la protagonista de sus juegos electrónicos producidos por la Tectoy en la década de 1990 para Master System y Mega Drive (todos adaptados de la serie Wonder Boy).
En la versión brasileña, Mónica usa su Sansón como espadas y sus vestidinhos como armaduras sin contar que ella también puede cargar botas y escudos en las aventuras. Un hecho curioso es que, debido a la adaptación del juego original para acomodar los personajes de Mauricio de Sousa, Mónica aparenta vivir en otro mundo diferente de los presentados en las viñetas, muy similar a una época medieval, como en Mónica y sus amigos en la Tierra de los Monstruos.

## 2013 - El "Año de la Dientona"
El 3 de marzo de 2013, Mónica completó 50 años de existencia. A partir de ese año es iniciado campaña Mónica 50 Años que envuelve varios proyectos conmemorativos como exposiciones, shows, publicaciones especiales, dibujos animados, etc. El año 2013 fue intitulado como el "Año de la Dientona" en conmemoración al cincuentenario de la Mónica (y consecuentemente del Sansón).
La Edición n.º 75 (Editora Panini) de la Revista Mónica es especial en conmemoración al aniversario. Con 108 páginas, la edición reexibe a finales de la revista, la primera historia publicada en la edición n.º 1 de la Revista Mónica, intitulada "Mónica es Daltónica?".

## Dobladoras
- Maria Amélia Castilho de Toledo de Costa Manso Basile (años 70-1982)
- Marli Bortoletto (1983-presente)
- Priscila Concepción (Joven, piloto)
- Ágatha Paulita (Joven, oficial)
- Mildred Barrera (Versión latinoamericana, 2013-presente)